# 韓国における外国人参政権
韓国における外国人参政権について本項で解説する。
韓国における外国人参政権とは、韓国国籍を有しないもの、F-5（永住権という名だが10年間ごとに審査がある更新制）資格審査通過から3年経後に法務部から韓国の国益に反しない人物と許可された場合のみ2005年以降から付与される地方参政権を指す。
F-5取得には非韓国人配偶者のF-2（居住）資格の場合、年間所得が前年度の韓国の1人当たりのGNI(国民総所得)の2倍以上（約660万円以上）で生計維持条件と韓国文化と朝鮮語の教養という基本素養条件を満たす必要がある。
配偶者（F-6:配偶者ビザ）やその子女が永住権（F-5）を取得するためには、韓国内で結婚移民資格取得から2年以上在留し、本人または同居家族名義の30,000,000ウォン以上の預金残高証明、品行方正で大韓民国に居住するために十分な朝鮮語の能力などの基本素養がある者に限定される。
上記以外の場合は、国民総所得（GNI）の2倍以上にあたる年間所得（約660万円）、7年以上の滞在による居住資格(F-2)を得た後に、高収入で5年以上の滞在など、生計の自立という取得するためには極めて厳しい前提条件が課されている。
なお、これらの条件を満たした場合でも、思想信条が韓国の国益に合致しないと判断された場合は、永住資格（F-5）も地方参政権も付与されない。
2018年6月13日に実施された直近の4年に1度の統一地方選挙（７回目）では外国籍の有権者数は10万6205人となっている。

## 経緯
韓国では永住資格(F-5)を獲得して3年以上が経過した19歳以上の外国人に限って地方参政権のみを付与している（国政参政権は付与せず）。2005年7月の済州道における住民投票が、永住資格保有者の参政権を認める初の例となった。
外国人有権者には政党加入、政治資金の寄付が禁止され、基本的に投票行為以外の選挙運動は禁止されており、違反した場合は3年以下の懲役刑が科せられることとなっている。
日本での在日韓国人参政権獲得運動の進展が見られないため、これへの支援として韓国での外国人参政権付与が検討されてきたといわれる。また、付与対象外国人有権者数は内国人有権者の0.05%であり、選挙結果に何も影響しないとの思惑もあった。
韓国の金大中大統領は1999年以降外国人参政権付与を目指したが、当時韓国では永住資格制度もまだ整っておらず（2002年から）時期尚早であり、また、日帝残滓である在日問題と国内問題を同一線上で捉えることへの反発など国民世論も収斂しておらず韓国国内で廃案となった。この後、金大中のノーベル平和賞受賞の趣旨を後押しする目的で再推進され、2005年6月に盧武鉉政権下で「永住外国人に対する外国人地方参政権付与法案」が可決された。
主な当事者である華僑からの要求が表面化しない中で付与が決定されたが、在日韓国人支援の名分がなければ成立したかは疑問であるとされる。またそれ以外にも、韓国は日本よりもナショナリズムが強く排外的な国なので、思い切って地方参政権を開放した（文喜相ウリ党党首）、激しく華僑を差別してきた国で真の民主化を達成するには外国人の人権保障を進めなければならず、地方参政権付与はその象徴である（民主労働党議員）といった意見が述べられている。

## 韓国における永住権と地方参政権取得条件
韓国で外国人が地方参政権を獲得するには必ず永住資格を取得する必要があるが、韓国政府は永住資格を外国人に付与するに当たって極めて厳格な要件を課している。また、当該外国人がこの要件を満たしていても、その外国人の思想信条が韓国の国益に合致しない場合は、最終的な「法務部長官の許可」を根拠に実際は永住資格が付与されないことがある。
韓国での永住資格取得には、韓国人の一人当たり国民総所得の4倍の年間所得6500万ウォン以上の所得、7年以上滞在して居住資格(F-2)を獲得した後、さらに5年滞在し、かつ韓国人の1人当り国民所得以上の収入があること、博士学位取得者など極めて高度の条件を課している。特に東南アジアからの移住労動者には厳しい条件とされる。また、韓国人や永住者の配偶者として永住権を申請する場合も3000万ウォン以上の財産関係立証書類の提出を要求される。ただし、大韓民国政府樹立以前に入国した在韓華僑とその直系卑属、及び2002年4月18日以前に居住資格を取得した韓国人の日本人妻は、身元保証及び財産関係立証書類の提出が免除される。
韓国における外国人参政権付与の要件は「19歳以上で永住資格取得後3年以上が経過」とされるが、韓国永住資格(F-5)取得には、以下のいずれかの条件を満たすことが必要で、韓国人の配偶者や20歳未満の子供以外の外国人には、極めて厳格なハードルが課せられている。特に最大の懸念は、「韓国の一人当たり国民総所得(GNI)の4倍」と規定された高収入者条件である。2005年基準では、年収15,830米ドルの4倍である年収63,320米ドルが外国人に必要とされ、同年の日本の一人当たりGNIは、38,980米ドルであった。2006年5月31日の韓国統一地方選挙の時点で、在韓日本人のうち有権者数は51人であり、これは当時の在韓日本人永住者1622人のうち3.144%にあたる。有権者51人のうち9割以上が韓国人と結婚したことで永住資格を得た日本人女性であった。

### 韓国の永住資格付与条件
以下、韓国の永住資格付与条件を記す。下記項目を満たしていても、外国人の思想信条が韓国の国益に合致しない場合は、最終的な「法務部長官の許可」を根拠に、実際は永住資格が付与されないことがある。
1. 200万米ドル以上を投資した外国人投資家として、韓国国民を5人以上雇った外国人。
2. 50万米ドル以上を投資した外国人で、企業投資（D-8）の資格で、3年以上韓国国内に継続して滞在しながら、韓国国民を3人以上を雇った外国人。
3. 法務部長官が定める先端技術分野の博士学位証明書を所持する者で、永住（F-5）の資格申請時に韓国内企業に雇用され、法務部長官が定める金額（韓国の国民一人当たりGNIの4倍）以上の賃金を受ける外国人。
4. 法務部長官が定める先端技術分野の学士号以上の学位証明書、または法務部長官が定める先端技術資格を所持する者であって、韓国滞在期間が3年以上で、永住（F-5）の資格申請時に韓国国内企業に雇用され、法務部長官が定める金額（韓国の国民一人当たりGNIの4倍）以上の賃金を受ける外国人。
5. 科学分野で、一定の論文引用頻度や受賞歴があり、科学技術部長官の推薦を受けた外国人。
6. 経営分野で、常時勤労者数300人以上、及び資本金80億ウォンを超過する内外企業の常勤理事や相談職を勤めている者で、大韓商工会議所長、大韓貿易投資振興公社長または全国経済人連合会長の推薦を受けた外国人。または、世界有数の経済誌（FORTUNE等）が選定した最近3年以内の世界トップ500企業で、店長や経営幹部として1年以上勤務した経歴を持っている者のうち、韓国国内の支社などで役員として勤務している外国人。
7. 教育分野で、論文の引用程度、又は研究実績によって、教育部長官の推薦を受けた外国人。
8. 文化芸術分野で、国際的に名声のある芸術家、監督、声楽家等として、文化観光部長官の推薦を受けた外国人 。
9. 体育分野で、オリンピック、世界選手権大会、アジア競技大会、またはこれと同等な水準の大会で、銅メダル以上の賞を受賞した選手と、その指導者の外国人、ワールドカップサッカー大会で16位以上の成績をおさめた選手と、その指導者のうち、文化観光部長官の推薦を受けた外国人。
10. 勲章などを受けた韓国の独立や発展に特別に功労があった者で、法務部長官が認める外国人。
11. 聖職者として社会福祉活動に顕著に貢献し、韓国に特別な貢献があると法務部長官が認める外国人。
12. 韓国国外からの年金を受ける60歳以上の者であって、年間の年金額が法務部長官が定める金額（韓国の国民一人当たりGNIの2倍）を超える外国人。
13. 大韓民国民法によって成人で、本人または同伴の家族が生活を維持する能力があり、素行に問題がなく、韓国に継続居住するのに必要な基本的な素養を備えるなど、法務部長官が定める条件を満たした者で、駐在（D-7）、企業投資（D-8）、貿易経営（D-9）、教授（E-1）、会話指導（E-2）、研究（E-3）、技術指導（E-4）、専門職業（E-5）、特定活動（E-7）、居住（F-2）の資格で、5年以上韓国に滞在している外国人。
14. 永住（F-5）の資格を持つ者の配偶者や未成年の子供として、韓国に2年以上滞在している者であって、韓国に必要があると認められる外国人。

### その他の制限
その他の韓国における永住外国人に対する制限として、政党に加入することはできない、政治資金の寄付禁止、投票行為以外の選挙運動の禁止などがある。

## 韓国における外国人参政権付与対象者の実数と実状

### 2006年

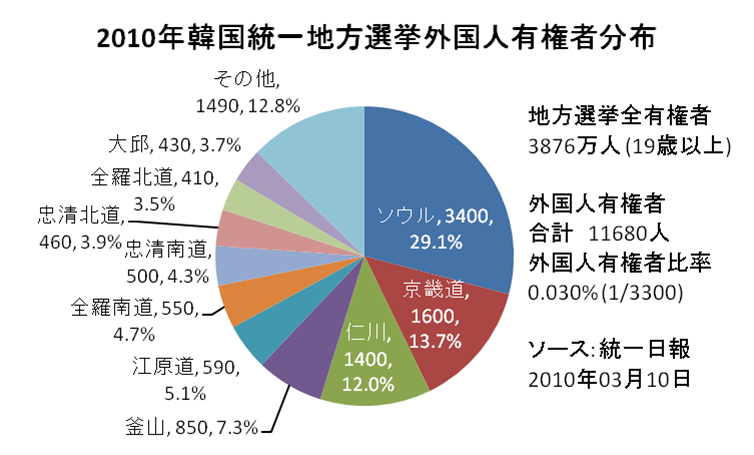
2010年韓国統一地方選挙における外国人有権者の地方行政区画別分布

2006年5月31日の第4回韓国統一地方選挙の時点で、韓国に居住する約20万人の外国人のうち6726人に選挙権が与えられ、内訳は中国大陸籍5人、台湾籍6511人、日本籍51人、米国籍8人、ドイツ籍2人、マレーシア籍1人、アイルランド籍1人などとなっている。なお、在韓日本人有権者のうち9割以上が韓国人と結婚した日本人女性である。これは当時の在韓日本人永住者1622人のうち3.144%にあたる。
また、東南アジアからの移住労動者80万名のうち、投票権を得たのは11人だった。

### 2010年
2010年6月2日に実施された第5回韓国統一地方選挙で投票権を持つ外国人は2006年に比べ11680人に倍増し、成人年齢19歳以上の地方選挙有権者3876万人の0.030%となった。外国人有権者が最も多い地域はソウル市の3400人で、以下、京畿道1600人、台湾華僑の多い仁川広域市1400人、釜山広域市850人、江原道590人、全羅南道550人、忠清南道500人、忠清北道460人、全羅北道410人、大邱広域市430人となっている。

### 2018年
2018年6月13日、第7回韓国統一地方選挙が行われ、文在寅大統領の革新系与党「共に民主党」が圧勝した。外国籍の有権者数は過去3度の選挙を経て15倍に増え、10万6205人となった。

## 「相互主義」主張の推進派と非対称性による反対

### 憲法上の差異
日本国憲法では国民主権を実現する上で公務員の選出・罷免権などの幅広い範囲を第15条で「国民固有の権利」と秘密投票権が明記されている。地方参政権も第93条で「その地方公共団体の住民（国民）が直接これを選挙する」と規定する。また、投票権は日本国民の権利と最高裁で判断されている。
大韓民国憲法では第41条で国会議員を、第67条で大統領をそれぞれ秘密選挙により選出するとしているのみで、憲法上は地方選挙については秘密投票を保地せず、地方参政権もまた第118条において、「法律で定める」と規定するのみで、柔軟な対応ができる。

### 永住資格付与条件の難度差
外国人の居住資格に「相互主義」をとる場合、一般永住資格の付与の段階で厳しい要件を課す韓国の永住資格付与制度との差が生じる。
なお、日本における参政権付与対象者は、これまで一般に特別永住者が想定されてきた（最高裁判所判決傍論）が、韓国は2009年2月に公職選挙法の再改正により、在日韓国人等の海外永住韓国人に大統領選挙及び比例代表の国会議員選挙投票権を付与。
自民党の高市早苗議員は在日韓国人に参政権を付与した場合、日本と韓国の2ヶ国で選挙権を行使できてしまうと指摘している。

### 永住者数の格差
- 2024年12月末の在日韓国人の永住資格保有者は32万人以上（特別永住者24万7809人・永住者7万6346人）[25]。
- 在韓日本人（長期滞在者と永住者）は2024年（令和6年）で26,433人。このうち、永住資格保有者は、2022年（令和4年）では1万6631人[26]。
- 外国人有権者は投票結果に影響をしないと考えられているが、日本では大阪市生野区のように外国人比率が高い地域もある。

### 「相互主義」主張への非対称性の指摘
韓国や日本国内の外国人参政権反対派は日本政府に対し、「相互主義」として在日韓国人の参政権を要求。外国人に参政権を付与すべきだとする民主党の鳩山由紀夫総理（当時）や小沢一郎が「日本列島は、日本人だけのものじゃない」と発言、予算委員会で、「（法案について）私は積極的な考えをもっている」と答弁して物議を醸した。
なお韓国では外国人の選挙運動は違法であり、韓国で地方参政権を付与される在韓日本人とは非対称性のため「相互主義」は成立しないとする自民党の高市早苗議員は、「相互主義という観点から、特別に（在日）韓国人には参政権を付与する」場合には、「日本の永住許可要件を韓国並みに厳しくするか、韓国の永住許可要件を緩和していただく」、「日本でも韓国人の選挙運動を禁止するか、韓国でも日本人の選挙運動を解禁していただく」など、日韓で条件を揃えることが必要になると述べている。

### 一般永住者への拡張推進派と反対
民主党・公明党・日本共産党などは、一般永住者にまで参政権付与対象者を拡張した外国人地方参政権付与法案を提出。
民主党賛成派議連の2008年提言では、一般永住者にまで参政権付与対象を拡大する理由として「(両者)いずれも、我が国において地域社会の一員として、日本人と同様に生活を営んでおり、その点において本質的な差異はない」と住民権（市民権)を模範にした。これについては、市民権についての誤解があるという批判があり、参政権付与の根拠とされる傍論作成に関与した元最高裁判事園部逸夫は「ありえない」と批判している。
その後、2008年、民主党内の反対派議員によって同年5月に諮問機関として「永住外国人地方参政権検討委員会」を設置し、外国人参政権の取り扱いについて議論を行った。その結果、2009年5月、鳩山由紀夫民主党代表は「個人的には前向きに考えるべきだと思うが、党内で結論が出ている状況ではない」として第45回衆議院総選挙マニフェストへの記載を見送りした。
2010年にはマニュフェストには書かれていないが、永住外国人参政権付与法案の通常国会提出しようとしていた。
平成7年2月の最高裁判決は「憲法15条1項の規定は、権利の性質上日本国民のみを対象とし、その権利の保障は、わが国に在留する外国人には及ばない」とし、主文を無視した「傍論」で違憲ではないと主張した推進派を批判している。